# Міндаугас Жукаускас
Міндаугас Жукаускас (24 серпня 1975) — литовський баскетболіст.
Бронзовий призер Олімпійських ігор 1996 року, учасник 2004 року.
Чемпіон Європи 2003 року,